# Antonio Chavier
Antonio Chavier (Los Arcos, primer tercio del siglo XVII - Pamplona, abril de 1695) fue un abogado, jurista y juez español que llegó a ser abogado de los Reales Consejos, en el Consejo de Castilla, abogado de los Tribunales Reales de Navarra, asesor del virrey de Navarra y del obispo de Pamplona.

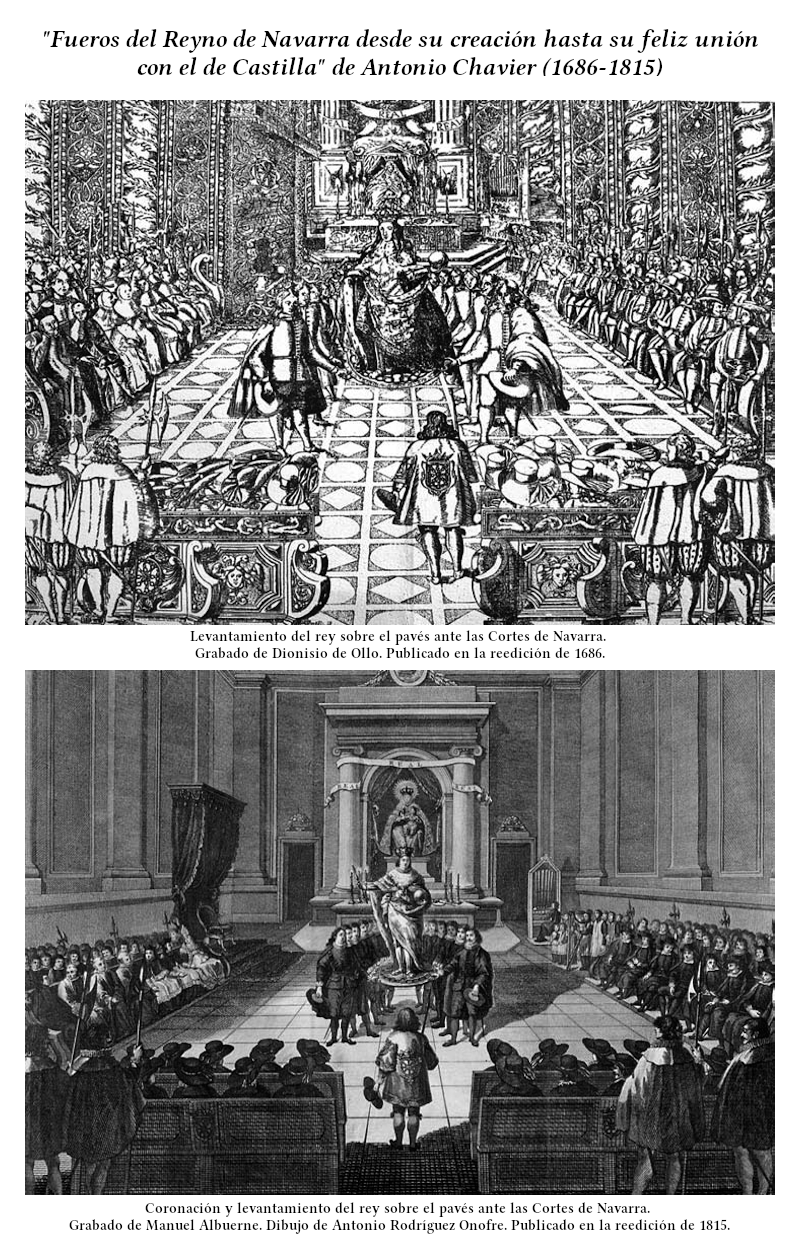
Grabados sobre "Levantamiento del rey sobre el pavés ante las Cortes de Navarra" publicados en sendas ediciones (1686 y 1815) del libro de Antonio Chavier titulado "Fueros del Reyno de Navarra desde su creación hasta su feliz unión con el de Castilla"

## Biografía
De familia noble, el 26 de enero de 1655 se licencia en Jurisprudencia por la Universidad de Salamanca empezando de inmediato su trayectoria como empleado de la Administración. Así, para el 26 de septiembre de 1660 ya ha ingresado en el Consejo de Castilla como abogado. El 29 de agosto de 1662 solicita permiso del Consejo Real de Navarra para ser admitido como abogado de los Tribunales Reales de Navarra, y tres días más tarde, tras superar el examen, se ha incorporado.
En 1668 ejerce como fiscal del Tribunal de Guerra. Poco después, en 1669 será fiscal de forma interina del Consejo Real de Navarra cargo que volverá a ocupar más adelante, en 1674, también de forma interina. Obtenido el favor del virrey, el 1 de noviembre de 1676 es nombrado auditor general «auditor general de toda la gente de guerra del reino de Navarra, sus fronteras y comarcas».
Simultáneamente, fue asesor del virrey Iñigo de Belandia en asuntos de guerra y de Estado. También prestó sus servicios como abogado para asuntos episcopales y durante 18 años, al obispo de Pamplona Pedro Roche. Fue, además, regidor de Pamplona en tres ocasiones y también alcalde del mercado en una ocasión.
A finales de 1693, tras ser excomulgados los jueces titulares por un conflicto jurisdiccional, fue nombrado juez asociado al Consejo Real, ejerciendo el cargo hasta su muerte en abril de 1695, sin lograr, como era su deseo, obtener la plaza en propiedad dentro del Consejo. 
Se tiene noticia de un hijo suyo, Juan Chavier, licenciado en Leyes y abogado de las Audiencias Reales, cuando Joaquín Elizondo Alvizu presenta su trabajo, la Novísima Recopilación de las leyes del Reino de Navarra el 12 de agosto de 1724.

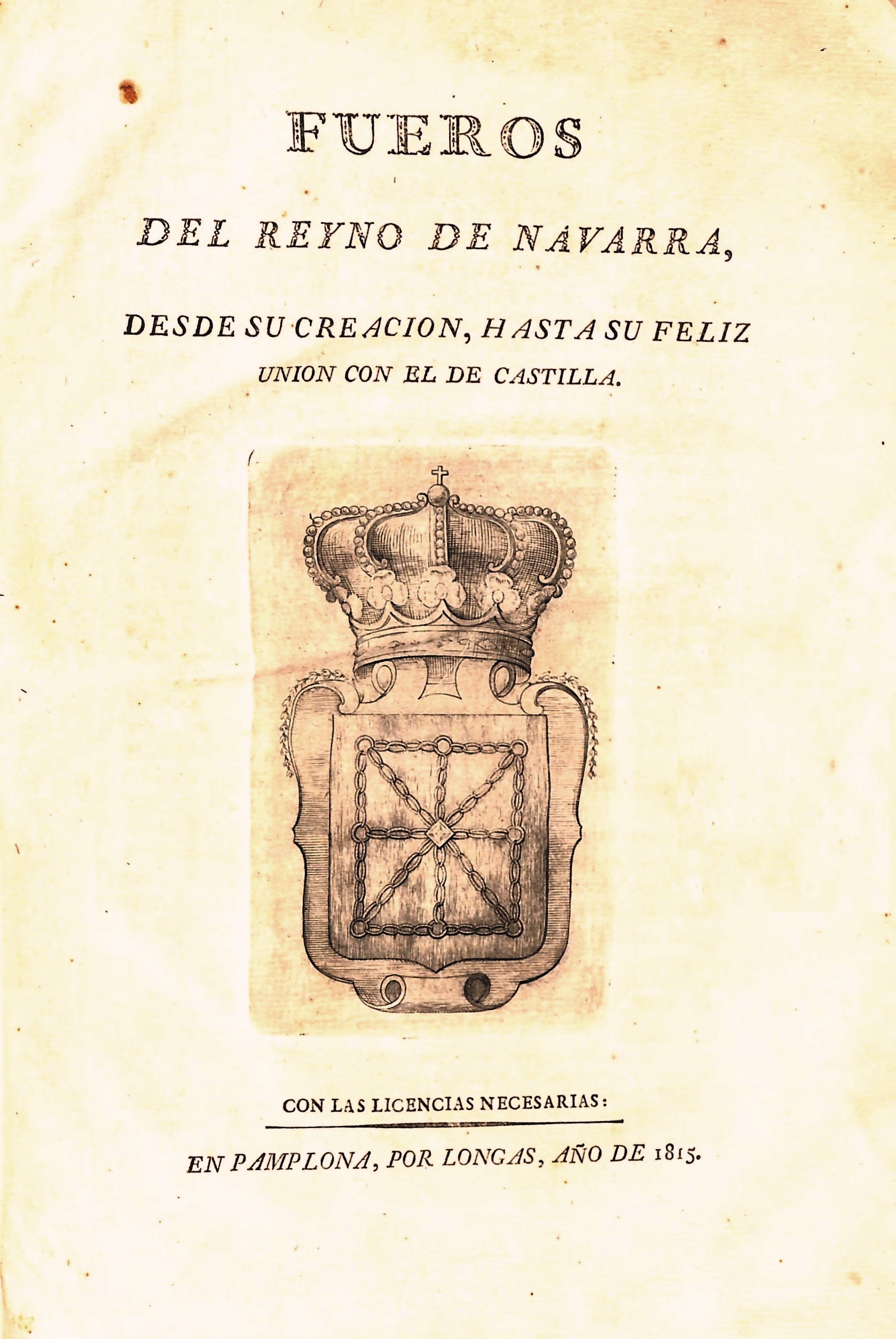
Fueros del Reyno de Navarra desde su creación hasta su feliz unión con el de Castilla (edición de 1815)

## Obra
- Fueros del Reyno de Navarra desde su creación, hasta su feliz unión con el de Castilla y Recopilación de las leyes promulgadas desde dicha unión hasta el año de 1685. Esta edición fue impresa en Pamplona en 1686 por Martín Gregorio de Zabala. Su obra más importante, por la que es conocido, le fue encargada en las sesiones de las Cortes de Navarra de 1677-1678 y que presentó en las Cortes de 1684-1685. Es una nueva recopilación, dividida en 5 libros y 95 capítulos. Es la primera recopilación oficial e incluye el Fuero General y el Amejoramiento de Felipe III de Évreux de 1330. La legislación que no se compiló en esta obra quedó derogada. Incluye un grabado de Dionisio de Ollo, "Levantamiento del rey sobre el pavés ante las Cortes de Navarra" cuya figura real correspondería a Carlos II.[3] Basándose en esta edición en 2020 la Agencia Estatal Boletín Oficial del Estado publicón una reedición (véase en las obras citadas en la Bibliografía).
- En una segunda edición de, 1815 impresa en Pamplona por Paulino Longás y Ardanaz,[4] incluye un Diccionario para facilitar la inteligencia de estos fueros elaborado por Felipe Baraíbar de Haro. A diferencia de la edición anterior, incluye la Coronación y levantamiento del rey sobre el pavés ante las Cortes de Navarra, un grabado de Manuel Albuerne y dibujo de Antonio Rodríguez Onofre.[5]